# Goshen (Indiana)
Goshen is een plaats (city) in de Amerikaanse staat Indiana, en valt bestuurlijk gezien onder Elkhart County.

## Demografie
Bij de volkstelling in 2000 werd het aantal inwoners vastgesteld op 29.383.
In 2006 is het aantal inwoners door het United States Census Bureau geschat op 31.882, een stijging van 2499 (8.5%).

## Geografie
Volgens het United States Census Bureau beslaat de plaats een oppervlakte van
34,7 km², waarvan 34,2 km² land en 0,5 km² water. Goshen ligt op ongeveer 244 m boven zeeniveau.

## Plaatsen in de nabije omgeving
De onderstaande figuur toont nabijgelegen plaatsen in een straal van 16 km rond Goshen.